# Жан из Мармутье
Жан де Мармутье́, или Жан Рапико́, он же Жан Турский (фр. Jean de Marmoutier, Jean Rapicault, лат. Johannes Maioris Monasterii, Johannes Turonensis; ум. между 1151 и 1210) — французский хронист, монах-бенедиктинец из аббатства Мармутье близ Тура (совр. франц. департамент Эндр и Луара), автор «Истории Жоффруа, герцога нормандцев и графа анжуйцев» (лат. Historia Gaufredi, ducis Normannorum et comitis Andegavorum) и «Краткой истории Анжуйских правителей» (лат. Historia abreviata consulum Andegavorum). 

Ворота аббатства Мармутье в Туре, XII в.

## Жизнь и труды

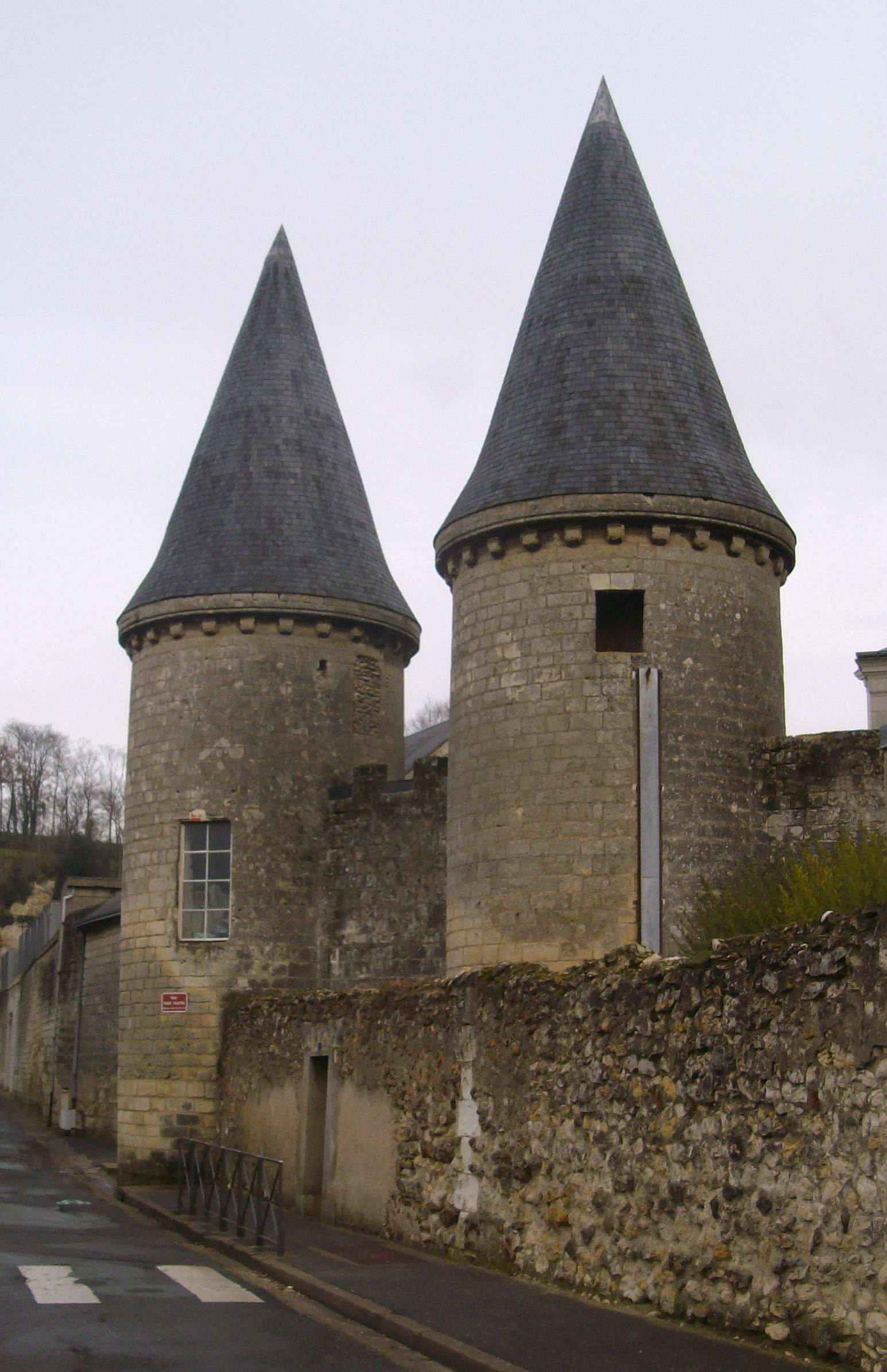
Башни аббатства Мармутье в Туре, XII в.

Биографические сведения о Жане из Мармутье, настоящим именем которого было Жан Рапико, довольно скудны и могут быть установлены лишь по отдельным упоминаниям в его собственных трудах. Исследователь и издатель последних Андре Сальмон считал, что хронист являлся уроженцем Тура (историческая область Турень) или Шатонёф-сюр-Луар (совр. департамент Луаре). Дату его рождения можно отнести к началу XII века, так как в 1128 году он принимал уже участие в церемонии посвящения в рыцари 15-летнего анжуйского графа Жоффруа V Плантагенета (1113—1151), позже подробно описав её в своей хронике. Дата смерти его точно неизвестна и определяется в пределах между 1186 и 1210 годами.

### История графа Жоффруа Анжуйского
Его главное сочинение, латинская «История Жоффруа, герцога нормандцев и графа анжуйцев» (лат. Historia Gaufredi, ducis Normannorum et comitis Andegavorum), посвящённая епископу Ле-Мана Гийому де Пассавану (1144—1186), является не столько хроникой или жизнеописанием, сколько панегириком, и писалась по образцу латинских биографий (лат. vita) французских королей Людовика VI и Людовика VII, составленных аббатом Сен-Дени Сугерием. Первая её книга была закончена около 1170 или 1180 года, вторая — после смерти в 1186 году епископа Пассавана.
В прологе к своему сочинению Жан из Мармутье отмечает все достоинства Жоффруа Красивого, среди которых отмечает справедливость, благородство, любезность в обращении с вассалами и весёлый нрав. Описание им акколады юного графа в Руане 22 мая 1128 года напоминает своим стилем рыцарский роман, а не строгое свидетельство очевидца. Посвящение Жоффруа, которого Жан выводит эпическим героем вроде Персеваля или Эрека, под пером клирика выглядит не официальной церемонией, а сказочным увеселением, распорядителем которого является тесть графа — английский король Генрих I Боклерк. А последовавший затем рассказ Жана об участии Жоффруа в турнире между нормандцами и бретонцами, участником которого называется погибший 28 июля того же года граф Фландрии Вильгельм Клитон, и вовсе признаётся историками вымышленным.
Выбрав в качестве девиза правления Жоффруа Красивого известную формулу Вергилия «Щадить покорных и усмирять гордых» (лат. Parcere subjectis, et debellare superbos), Жан приводит в первой части своего сочинения три истории, иллюстрирующие поведение своего героя как образцового государя, и, в соответствии с «тремя порядками», в рамках которых осуществляется его власть, биограф выбирает для него три места действия.
Сначала это лес, где граф охотится, повстречав простого углежога, в неприглядном образе которого воплощаются представления клирика о «босом и оборванном народе». Вместо презрения к «смерду», Жоффруа проявляет «кротость» и великодушие, не только первым приветствуя низшего, но и оплакав при этом участь всех бедняков, на которых лежит «проклятие Адама». В ответ на просьбу графа вывести его из чащи, углежог недружелюбно отвечает, что тот «сидит на коне, и наверно, ему не приходится думать ни о том, что поесть, ни о том, во что одеться», тогда как семья мужика умрёт от голода и холода, если он не будет трудиться. Но Жоффруа не только обещает за помощь вознаграждение, но и сажает «смерда» позади на своего коня. В завязавшейся беседе граф обсуждает с попутчиком мнение простолюдинов о себе, услышав в ответ, что он выглядит в их глазах справедливым и добрым сеньором, однако по молодости не способен распознать козни тайных врагов, представленных вороватыми и корыстолюбивыми прево и управляющими, бессовестно притесняющими народ незаконными податями и поборами. По прибытии в замок, углежог получает вознаграждение, а граф сурово наказывает своих подчинённых за лихоимство.
В этом выражаются представления Жана из Мармутье о государстве, основанные на «Поликратике» Иоанна Солсберийского (1159), согласно которому голова у организма всегда здорова, и порча проникает в него лишь через члены, которые всегда можно вылечить. Предназначение трудового народа — содержать своих господ, защищающих его от внешних угроз, сама же система феодальной эксплуатации справедлива, если действует про правилам, следить за исполнением которых и надлежит верховному правителю.
История вторая разворачивается в коллегиальной церкви в Лоше, где присутствует на мессе «благочестивый» граф Жоффруа, открыто предложивший там пребенду беднейшему священнику. Растроганный Жан из Мармутье не преминул здесь отметить, что постоянный доход необходим служителям Бога, чтобы исполнять свои обязанности в совершенстве, а долг их сюзерена — избавлять их от нужды, делясь с ними доходами от своей сеньории. Действие третьей истории переносится в замок Фонтен-Милон, где содержатся четверо рыцарей из Пуату, пленённых анжуйским сенешалем Жосленом Турским в битве. По мысли Жана, пуатевинцы славятся не воинской доблестью, а лишь музыкальными способностями и безудержным хвастовством, поэтому милосердный Жослен предлагает им сочинить ради своего освобождения хвалебную песнь о графе, которому устраивает достойный пир. Услышав стихи в свою честь, благородный граф замечает худых и оборванных пленников, распорядившись одеть их в новые одежды и накормить, а после вернуть им коней, оружие и долгожданную свободу. Проявляя к ним участие и сострадание, он специально подчёркивает недопустимость унижений по отношению к представителям благородного сословия, напоминая, что рыцарем является и он сам.
Таким образом, Жан из Мармутье определяет в биографии Жоффруа три функциональные иерархические категории, в рамках которых правитель обязан ограждать вассалов и духовенство от бедности, а народ — от нищеты, защищая правосудие и обеспечивая справедливое перераспределение доходов со своих владений. Хотя милосердие графа не имеет у Жана явных христианских побуждений, а его образ заметно им секуляризуется, описания его духовных подвигов напоминают театральные постановки, или же сцены и диалоги из «Чудес Богоматери», записанных в середине XII века в Рокамадуре или Шартре. Рассказывая о конфликтах Жоффруа со своими вассалами, Жан, в отличие от Сугерия, пользуется традиционной римской лексикой, не уделяя никакого внимания причинам мятежей, а милосердие графа рассматривая как некую форму восстановления справедливости. Даже поход Жоффруа против Стефана Блуаского (1142—1144) описывается монахом не как разорительная война, а как операция по переманиванию на сторону графа нормандских баронов и духовенства.
Безудержная творческая фантазия Жана из Мармутье, заставляющая его подменять порою факты литературными клише, не снижает, вместе с тем, исторической ценности его сочинения, которое является ценным источником сведений не столько о доспехах, сражениях, осадах и турнирах, сколько о менталитете военно-феодального сословия и образованного духовенства Западной Европы второй половины XII века.
Сохранились, как минимум, две рукописи «Истории Жоффруа, герцога нормандцев и графа анжуйцев», хранящиеся в собрании Национальной библиотеки Франции (MS latin, 6005, MS latin, 15067). Впервые она была опубликована в 1610 году в Париже историком и правоведом Лораном Бушелем в типографии Николя Дюфоссе. Комментированное научное издание её, вместе с «Краткой историей Анжуйских правителей», увидело свет в 1856 году под редакцией историка-архивиста Поля Маршегая и вышеназванного Андре Сальмона.

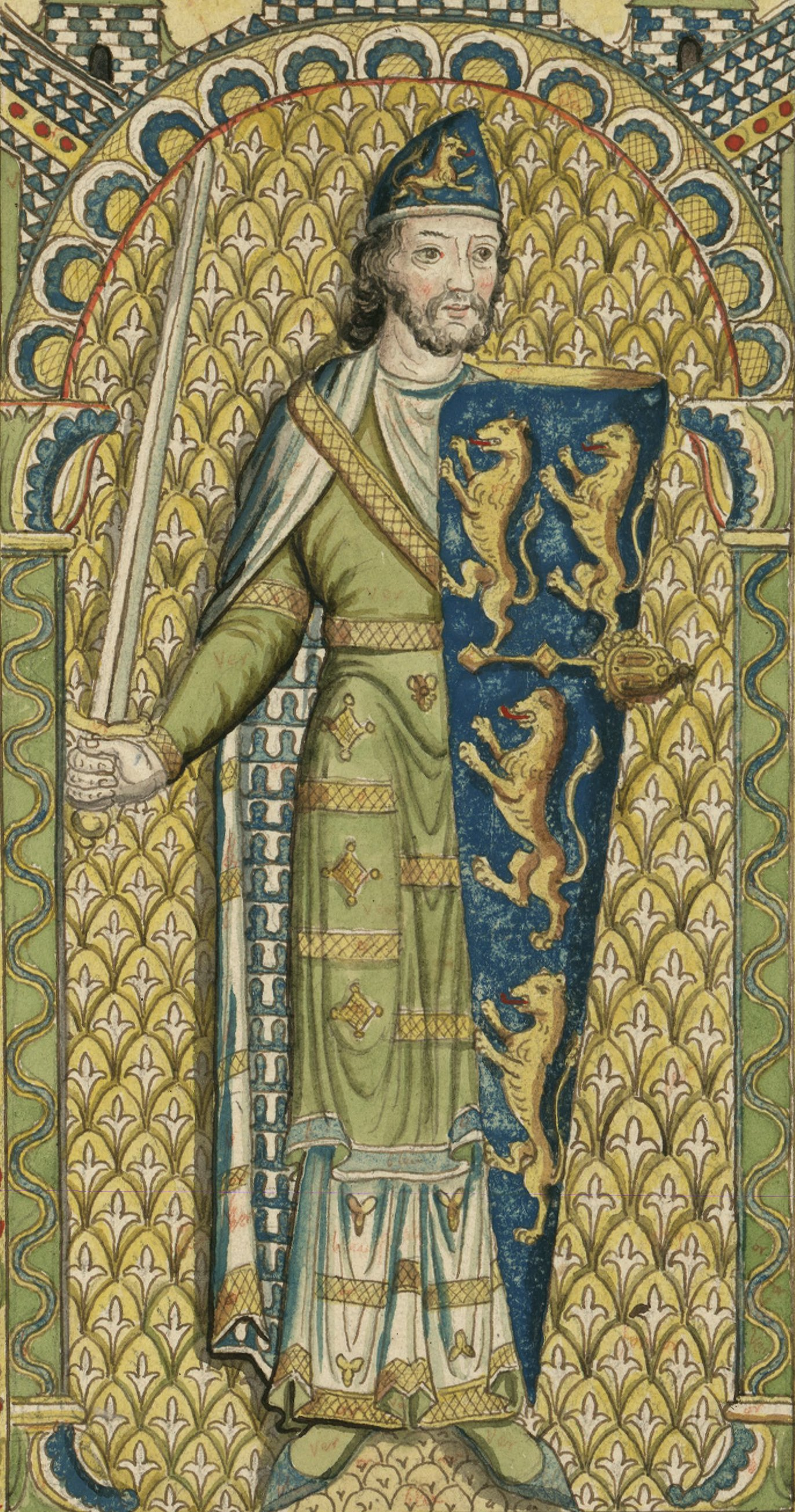
Жоффруа V Красивый. Гравюра Луи Будана по надгробию из собора Св. Юлиана в Ле-Мане, 1695 г.

### Краткая история Анжуйских правителей
«Краткая история Анжуйских правителей» (лат. Historia abreviata consulum Andegavorum) составлена была Жаном из Мармутье не позже 1164 года и посвящена сыну Жоффруа V Анжуйского — королю Англии Генриху II Плантагенету. Компилятивная по своему характеру, она основана, главным образом, на анонимной «Хронике деяний правителей Анжу» (лат. Chronica de gestis consulum Andegavorum, 1106—1109), состоящей из серии биографий представителей династии Ингельгерингов, начиная с легендарного сенешаля Гатине Тертуллия (первая пол. IX в.) до Фулька III Нерра (ум. 1040). В качестве других её источников можно назвать «Историю франков» Григория Турского, «Историю в пяти книгах» Рауля Глабера, хронику Жоффруа Бешена, «Книгу о возведении замка Амбуаз и Деяния его сеньоров» (лат. Liber de compositione castri Ambaziae et ipsius dominorum gesta), «Трактат об обращении Бургундии блаженным Мартином [Турским]» (лат. Tractatus de reversione beati Martini a Burgundia), «Историю королей Британии» Гальфрида Монмутского (1136) и «Историю англов» Генриха Хантингдонского (1154).
«Краткая история Анжуйских правителей» дошла до нас в пяти редакциях, первая из которых представлена рукописью MS latin, 6218 из Национальной библиотеки Франции, вторая — манускриптом MS latin, 6006 из того же собрания, третья — рукописью MS latin, 599 из фонда королевы Кристины Ватиканской апостольской библиотеки, четвёртая — манускриптами MS latin, 6005 и MS latin, 12872 из Национальной библиотеки Франции и MS 309 из Бернской библиотеки Мюнстергассе, а пятая — рукописью из Библиотеки герцогини Анны Амалии в Веймаре и копией XVII века, снятой королевским историографом Андре Дюшеном с манускрипта из церкви Нотр-Дам-де-Лош.
Возможным автором первой редакции был монастырский приор Тома де Лош, бывший капеллан графа Фулька V Молодого, предполагаемым автором второй — Бретон из Амбуаза, перу же самого Жана из Мармутье принадлежит, в таком случае, третья или четвёртая редакция.
Андре Сальмон также приписывал Жану из Мармутье латинское «Повествование о достоинствах провинции Турень» (лат. Narratio de Commendatione Turonicae provinciae), что в начале XX века вызвало обоснованные возражения со стороны историка-медиевиста Луи Альфана.

## Цитата
«Анжуец вывел в драгоценной сбруе испанского скакуна, настолько, как рассказывают, быстроногого, что он способен был опередить летящую птицу. Сам он одет был в сплетённую из двойных колец прочную кольчугу, пробить которую нельзя было ни копьём, ни дротиком. Обут он был в двойные кольчужные чулки, с пристёгнутыми золотыми шпорами. На шее у него висел щит c изображениями позолоченных львов. Голову его защищал украшенный драгоценными камнями шлем, настолько закалённый, что ни один меч не мог ни пробить его, ни расколоть. Он держал ясеневое копьё с наконечником из пуатевинского железа и опоясан был мечом из королевской сокровищницы… И вот, вооружённый подобным образом юноша… с потрясающей лёгкостью вскочил на коня, не воспользовавшись даже стремeнами…»

## Издания
- Ioannis monachi maioris monasterii qui Rege Ludouico iuniore vixit Historiae Gauffredi ducis Normannorum, et comitis Andegauorum, Turonorum et Coenomannorum libri duo, hactenus non editi. Ex bibliotheca Laurentii Bochelli, et eiusdem notis aliquot illustrati. — Paris: Nicolas du Fosse, 1610. — 130, 22 p.  (лат.)
- Historia Gaufredi ducis Normannorum et comitis Andegavorum. Auctore Johanne monacho Majoris monasterii // Chroniques d'Anjou, recueilles et publiées pour la société de l'histoire de France par Paul Marchegay et André Salmon. — Paris: Jules Renouard, 1856. — pp. 226–310.  (лат.)
- Historia abbreviata consulum Andegavorum. Auctore Johanne monacho Majoris monasterii // Chroniques d'Anjou, recueilles et publiées pour la Société de l'histoire de France par Paul Marchegay et André Salmon. — Paris: Jules Renouard, 1856. — pp. 348–363. (лат.)
- Historia Gaufredi ducis Normannorum et comitis Andegavorum // Chroniques des comtes d'Anjou et des seigneurs d'Amboise, publiées par Louis Halphen et René Poupardin. — Paris: Picard, 1913. — pp. 172–231. — (Collection de textes pour servir à l'étude et à l'enseignement de l'histoire, 48).  (лат.)
- Chronique des comtes d'Anjou. Introduction, traduction et notes de Gérard Jacquin; texte latin édité par Louis Halphen et René Poupardin. — Rennes: Presses universitaires de Rennes, 2017. — 132 p. — (Collection Textes rares). — ISBN 978-2753551978.  (фр.)